# 阿尔马河畔本托萨
阿尔马河畔本托萨（西班牙語：Ventosa del Río Almar）是西班牙卡斯蒂利亚-莱昂萨拉曼卡省的一个市镇。 总面积18平方公里，总人口141人（2001年），人口密度8人/平方公里。